# Телериг
Телериг (болг. Телериг, патрикий Феофилакт, патрикий Телериг-Феофилакт) — правитель Болгарии с 768 по 777 год. В современных ему исторических источниках упоминается с титулом канасубиги.

## Биография

### Правление
Его правлением был положен конец долгому внутреннему кризису Болгарского государства. Его имя впервые упоминается в 774 году в связи с седьмым походом византийского императора Константина V на Болгарию. Император, собрав флот из 2000 кораблей, собирался доплыть до Дуная и оттуда ударить по северным землям Болгарии. Сильные ветры помешали его планам, и армию пришлось высадить на территорию около современного города Варны. Увидев незнакомую местность, император изменил планы и решил вернуться. Тем временем к нему прибыли болгарские послы, просящие мира, в итоге был подписан мир и император вернулся в Константинополь:
В сем году в мае месяце, индиктиона 12, Константин двинул флот из двух тысяч судов состоящий против Болгарии, и сам сев на русские судна намеревался плыть к реке Дунаю, оставив при теснинах конных военачальников, чтоб они, пользуясь оплошностью болгар, вторглись в землю их. Уже он дошёл до Варны, и обробел, и хотел назад возвратиться. Между тем болгары, видя его приготовления, и сами обробели, и послали Вула и Цигана просить мира. Царь, увидевши их, обрадовался и заключил мир, и они взаимно клялись: ни болгарам не делать нападения на Римские земли, и царю не вступать в Болгарию ни под каким предлогом. Обе стороны дали друг другу письменные на это обязательства. Царь, оставив охранительные войска из всех легионов в крепостях им построенных, возвратился в город.
В конце того же года хан Телериг отправил 12-тысячную армию в Верзитию с намерением переселить большую часть населения в Болгарию. Однако византийские агенты в Плиске выдали Константину планы болгар и при помощи 80-тысячного войска император одержал блестящую победу:
Октября, 18 индиктиона, царь получил из Болгарии известие от тайных друзей своих, что владетель Болгарии послал 12 тысяч войска под предводительством Воилы, увесть в плен жителей Верзиции и переселить их в Болгарию. Чтоб не показать, что он предпринимает поход в Болгарию, тогда как пришли к нему посланники от владетеля Болгарского, в присутствии их он показывал вид, что готовится в поход против аравитян; почему переправил на другой берег знамёна и военные снаряды; отпустив посланников и чрез лазутчиков узнав о выходе болгар, он с поспешностью двинулся с своим войском, к которому присоединил воинов из легионов фракийских и все избранное своё войско и таким образом составил восемьдесят тысяч. Пришедши в местечко Лифосорию, без звука военных труб напал на них, обратил в бегство и одержал великую победу. С великою добычею и со множеством пленных он с триумфом возвратился в город, и во всём блеске вошедши, называл эту войну благородною, потому что никто не сопротивлялся ему, не пролито христианской крови и не убито ни одного воина.
Воодушевлённый победой, он вновь направил флот в Болгарию, но и на этот раз он также был вынужден остановиться раньше, где-то у берегов Месебрии. После этой неудачи он вернул флот в Константинополь:
Между тем царь, поелику мир с болгарами был нарушен, снова вооружил великий флот, на который посадивши двенадцать тысяч конницы, отправил с ними всех военачальников, сам же, убоявшись, остался с своею конницею. Те доплыли уже до Мезимврии, как подул сильный ветр от севера, и едва не сокрушил всего флота; но многие погибли, и он возвратился без успеха.
Хан Телериг понимал, что из-за большого количества византийских агентов в болгарской столице все его планы быстро становятся известны византийскому императору. Он написал Константину письмо о том, что намеревается бросить престол и бежать к нему:
я решился бежать, и у тебя искать убежища; пришли мне честное слово для моего обеспечения, и назови мне здесь верных друзей твоих, на которых бы мог я положиться, чтоб они могли сопутствовать мне.
Это письмо нисколько не удивило императора, так как последние 20 лет болгарские правители менялись один за другим и бежать в Византию после переворота или опасаться такового было для болгарских правителей обычным делом. В письме хан просил передать ему имена агентов, чтобы опираясь на их помощь, он смог бы бежать в Византию. Император, поверив хану, передал ему список агентов и Телериг всех их казнил.
В 777 году в результате очередного дворцового переворота Телериг бежит в Константинополь.

### Дальнейшая судьба

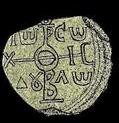
Печать Телерига

Император Лев IV Хазар, сын Константина V, с радостью принял Телерига. Бывший хан принял крещение с именем Феофилакт. После этого император удостоил его высоким титулом патрикий, а также дал ему в жёны Ирину, родственницу императрицы. До нашего времени сохранилась печать патрикия Феофилакта (Телерига). С одной стороны на ней написано на греческом: «Богородице помогай своему рабу», а с другой «Телериг-Феофилакт патрикий» и «Телериг-Богохранимый патрикий».

## Телериг в художественной литературе
- Хан Телериг в качестве одного из главных героев рассказа Гарри Тертлдав «Острова в море»[2]